# Nanoréseau
Le nanoréseau est un système permettant de connecter jusqu'à 31 micro-ordinateurs Thomson MO-TO (TO7, TO7/70, MO5, etc.), appelés « nanomachines », avec une machine plus puissante appelée « tête de réseau » ; les nanomachines bénéficient ainsi des capacités supérieures de la tête de réseau (notamment l'accès à des disquettes et à une imprimante).
En France, à la suite du plan « Informatique pour tous » (plan IPT), le nanoréseau a été mis en place en 1985 dans les lycées, les collèges et dans une école sur cinq.

## Historique
Le nanoréseau est conçu en 1982 par l'Université des sciences et technologies de Lille, puis développé et industrialisé par une société de la banlieue lilloise, Léanord, qui en a déposé la marque en 1985. Il est destiné à l'enseignement, ce qui implique des contraintes particulières : faible cout (pas plus du cinquième du cout d'un ordinateur), robustesse, simplicité de la connectique, vitesse de transfert suffisante pour éviter les temps morts. Ces exigences techniques sont cependant réduites par les besoins pédagogiques : le nombre de postes à connecter ne dépasse pas la trentaine et les distances de connexion restent faibles sur le site à équiper.
En 1984, Thomson rejoint le projet et y participe activement en adaptant ses ordinateurs (notamment le Basic) au nanoréseau.

## Caractéristiques techniques
La connexion physique des machines est réalisée grâce à une ligne RS-485, qui permet la connexion de 32 unités en émission/réception (soit une tête de réseau et 31 postes utilisateurs). Le débit est de 500 kbit/s.
Le contrôle d'accès au support est géré par la méthode CSMA, également utilisée sur Ethernet. Il s'agit d'une méthode distribuée : une unité qui doit émettre des données attend que le médium soit libre, puis émet ; si elle détecte une collision, elle recommence l'émission après un délai aléatoire.
Au niveau liaison, les machines s'échangent des trames selon le protocole HDLC.
Les postes sont équipés d'un boitier de communication connecté au bus de la machine, et qui prend la place du contrôleur de disque optionnel. L'adresse du poste (entre 1 et 31, 0 étant réservé pour la tête de réseau) est configurable physiquement à l'aide de micro-interrupteurs situés sur le boitier de communication, mais peut également être attribuée logiciellement.
Les temps de transfert entre postes, donc entre mémoires vives, s'établissaient en moyenne à 17 μs pour un octet, ce qui correspond à presque 60 ko/s. Les temps de transfert entre la tête de réseau et les postes pouvaient être plus longs lorsque les données devaient être lues ou écrites sur une disquette ou un disque dur.
La tête de réseau (ou « central ») retenue pour le plan IPT doit être un compatible IBM PC disposant de deux lecteurs de disquette 5"1/4 de 360 ko et d'une mémoire vive de 512 ko, équipé d'une carte d'extension spécifique. Cet ordinateur fait fonctionner le « système d'exploitation nanoréseau ». Les premiers nanoréseaux ont utilisé des ordinateurs de type Silz'16 et même Silz (machine 8 bits). Le Bull Micral 30 a souvent été utilisé comme tête de réseau ; les autres fournisseurs s'appelaient Goupil, LogAbax, Léanord et Matra.

## Services offerts
L'objectif initial du nanoréseau était de permettre le chargement de programmes sur les postes utilisateurs à partir de la tête de réseau. Cependant le nanoréseau offrait d'autres services :
- communication entre postes,
- sauvegarde et chargement de données ou de plages mémoire,
- échange d'écran entre postes, sauvegarde et rappel sur le serveur,
- exécution automatique d'un programme (en général, un menu permettait de choisir une application),
- impression sur une imprimante connectée à la tête de réseau (qui peut en gérer jusqu'à quatre). C'est la Mannesmann-Tally MT80 qui a été livrée systématiquement dans le cadre du plan informatique pour tous.

Des primitives de système d'exploitation ont été rajoutées aux MO5 et TO7, leur permettant d'accéder aux fichiers de la tête de réseau. De plus un logiciel applicatif nommé NR-DOS fournit aux postes une interface utilisateur similaire à celle de MS-DOS pour accéder à ces fichiers.